# 一日可接受攝取量
一日可接受攝取量 或 ADI 是指食物或飲用水中特定物質每天不影响健康下口服可攝入量。最初適用於食品添加劑，後來也適用於獸藥或農藥殘留物。ADI通常以每公斤體重每天可摄取毫克表示。

## 历史
這一概念於1961年由歐洲理事會首先提出，後來由糧農組織/世衛組織食品添加劑聯合專家委員會（JECFA）聯合研究，該委員會由聯合國兩個機構，即糧食及農業組織（FAO）和世界衛生組織（WHO）组成。

## 概念
ADI值基於当下的研究，包括对動物人類的长期观察。首先，不产生毒性作用的物質量無可见不良反應水平（NOAEL）被確定下来 。 通常這些研究会使用几个不同的剂量，包括一些高劑量。 若是在對物质的不同效果進行研究的情況下，通常採用最低的NOAEL。 然後，用NOAEL（或其他出發點，如基準劑量水平（BMDL））除以常規100的安全係數，以考慮到測試動物和人之間的差異（因子10）和可能存在的靈敏度差異（另一個因素10）。 如果出發點價值含有不確定性，且有关信息（NOAEL或BMDL）證明了這一點，則可以使用100以外的安全係數。 例如，如果ADI基於來自人類的數據，安全係數通常為10而不是100. ADI通常以mg / kg體重給出。
對於正常體重的成年人而言，ADI是标准的安全攝入量，也就是該成年人每天消耗此物質的平均量。已經討論了对嬰兒安全因素的增加，但不是必需的，因為在儿童身上，化學物質的排出速度事實上通常更快。而且兒童一般患病率高於成年人，食物添加劑引起的不良反應可以容易地被偽裝成任何儿童常见的健康问题。此类的混淆对健康成年人来说将不会那么容易。 ADI不考慮非计量导致的個體过敏反應。
ADI越高，安全的常規攝取量越高。每日耐受量的概念通常用於不需要的污染物或其他化學物質。
ADI概念可以被理解為長期暴露或重复摄入於食物存在或添加的化學化合物的毒性，而不是急性毒性。
化學物質的臨界極限值（TLV）是指工作人員可以在其中日復一日地工作而沒有不利影響的量。